# موزاييك دمشق 39
موزاييك دمشق 39 هو عنوان كتاب للكاتب والقاص السوري فواز حداد.
يتحدث الكاتب في موزاييك دمشق 39 عن دمشق أيام الانتداب الفرنسي في سوريا وكيف كانت تلك السنة الحاسمة وما فعلته دمشق مع الفرنسيين وعلاقة السكان مع بعض ومع الأجانب في المدينة وعن الحياة الاجتماعية وقتها والعادات والتقاليد التي كانت سائدة تحديدا في 1939 وفي تلك الأيام.
الكاتب يدخل شوارع دمشق وحاراتها ناقلا تفاصيل انطباعات الناس وحتى الوزارات والدوائر الحكومية ورئاسة الحكومة ويرصد التطورات السياسية التي جرت في تلك الأيام ووقعها على الناس في دمشق.